# Strange Fruit
"Strange Fruit" är en antirasistisk sång baserad på en dikt skriven 1936 av Abel Meeropol, judiskamerikansk lärare från New York som även tonsatte sin dikt. Den blev därefter känd när sångerskan Billie Holiday började framföra den 1939.
Sången räknas som en av medborgarrättsrörelsens mest explicita och välkända sånger. Titeln Strange Fruit är engelska för ’Underlig frukt’ och syftar på hur kropparna av lynchade svarta människor hänger från träden i den amerikanska Södern.

## Historik

### Tillkomst
Sången är baserad på en dikt skriven av Abel Meeropol. Han var en rysk-judisk lärare från Bronx och medlem av USA:s kommunistiska parti. 1936 såg han ett foto av Lawrence H. Beitler från lynchningen av Thomas Shipp och Abram Smith i Marion i Indiana 1930. Bilden förföljde honom och han kunde inte sova på flera dagar efteråt. Det inspirerade honom att skriva dikten Bitter Fruit (’Bitter frukt’), som han publicerade under pseudonymen Lewis Allan i lärarmagasinet New York Teacher och i den kommunistiska tidningen New Masses.
Meeropol skrev senare om dikten till en sång, Strange Fruit, som han framförde med sin hustru.

### Billie Holiday
Sången vann viss popularitet bland den amerikanska vänstern, bland dem Barney Josephson, ägare av Café International. Han förde samman Meeropol med Billie Holiday. Holiday framförde låten på klubben Café Society i Greenwich Village 1939, en vänsterintellektuell klubb och ett av få dansställen utanför Harlem där svarta var välkomna och umgicks sida vid sida med vita. Sången blev snabbt populär och en del av Holidays repertoar, trots att den stack ut från hennes övriga mycket jazzigare sånger.
Holidays skivbolag, Columbia Records, var ovilliga att spela in Strange Fruit på skiva. Den ansågs alltför stötande för den vita publiken, och skivbolaget var oroliga för att få dåligt rykte bland publik och samarbetspartners. Holiday lät själv bli att framföra låten när hon turnerade i sydstaterna. Vid ett tillfälle blev hon jagad ur staden Mobile i Alabama bara för att ha försökt börja sjunga på den.[källa behövs] De kommunistiska kopplingarna var också problematiska. Hon lyckades till slut via sin vän Milt Gabler få kontrakt med skivbolaget Commodore Records. Gablers brorson Billy Crystal skrev i boken 700 Days att Holiday sjöng låten a cappella för Gabler, varpå han började gråta. Skivan spelades in den 20 april 1939.
I Holidays spökskrivna självbiografi Lady Sings the Blues påstås det att hon skrev låten tillsammans med Meeropol och sin pianist, Sonny White, trots att Meeropol ensam skrev både text och musik. Holiday själv besvarade detta med att säga att hon aldrig ens hade läst boken.[källa behövs]
Billie Holidays version av sången upptogs 1978 i Grammy Hall of Fame.

### Senare historik
Andra som har framfört sången är Josh White, Carmen McRae, Eartha Kitt, Cassandra Wilson, Nina Simone, Tori Amos, Pete Seeger, Diana Ross, Siouxsie & the Banshees, UB40, Robert Wyatt och Sting.
Sången "Strange Fruit" har illustrerats i ett träsnitt av Kurt Ullberger.